# 외효
외효, 외오(隗囂, ? ~ 33년)는 중국 신말한초 시기의 군웅으로, 자는 계맹(季孟)이며 천수군 성기현(成紀縣, 현 간쑤성 징닝현) 사람이다. 촉의 공손술과 연계하여 농서에서 할거하며 광무제에게 대항했으나, 그 세력은 그의 사후 내흡에게 평정된다.

## 생애

### 거병
젊어서 지방 관리를 지냈고, 이후 왕망의 밑에서 일한 국사공(國師公) 유흠의 속관이 되었다.
지황 4년(23년), 남양에서 유연이 완(宛)을 포위하였다. 왕망은 사자 72명을 보내 사면령을 내렸는데, 외효는 이들 중 한 사람이 되어 장안을 출발하였다. 도교의 도사(道士) 서문군혜(西門君惠)의 도참설에 현혹되어, 유흠과 대사마 동충(董忠), 위장군 왕섭(王涉)이 반란을 일으켜 왕망을 죽이려 한 것이 사중대췌(司中大贅) 손급(孫及)의 고변으로 인하여 드러나자, 유흠이 스스로 목숨을 끊었는데, 외효는 이를 알고 나서 곧바로 고향으로 돌아갔다.
경시제가 즉위한 후, 왕망이 패하였다는 소식을 듣고는 숙부 외최(隗崔)·형 외의(隗義)는 상규(上邽)의 양광(楊廣)·기(冀)의 주종(周宗)과 함께 거병하려 하였다. 외효는 이에 반대하였으나, 외최 등은 듣지 않고 바로 평양(平襄)을 공격하여 진융대윤을 물리쳤다. 이후 외효의 명성은 높아졌고, 또 글을 잘하였기 때문에 외최와 양광에게 상장군으로 추대되었다. 외효는 이를 거듭 사양하였으나, 결국 받아들였다.
두령이 된 외효는 방망을 군사로 초빙하였다. 방망은 한실 부흥의 뜻을 품었었는데, 외효는 방망의 진언을 받아들여 동쪽을 향하여 사당을 짓고 고제·문제·무제의 제사를 지냈다. 곧 연호를 한복이라고 하고, 한복 원년(23년) 7월에 한실 부흥을 알리는 격문을 전국에 돌렸다.
곧 10만 명의 병력을 이끌고 주변 지역을 공략하였고, 옹주목 진경(陳慶)·안정대윤 왕향(王向)을 물리쳤다. 9월에 왕망이 멸망하였을 때, 외효는 농서·무도·금성·무위·장액·주천·돈황을 지배하였다.

### 경시제 수하 시절
한복 2년(24년), 경시제가 사자를 보내 외효·외최·외의를 불러들였다. 방망은 이를 간하였으나 외효는 듣지 않고 장안으로 갔고, 방망은 편지를 남기고는 외효의 곁을 떠났다. 장안에 입조한 외효는 경시제에게 우장군에 임명되었다.
같은해 겨울, 적미군이 관중에 침략하였다. 외최·외의는 고향에 돌아가 반란을 일으키려 하였는데, 외효는 몸소 이를 경시제에게 보고하여 그들이 주살되게 하였다. 경시제는 외효의 충의를 높게 사 어사대부에 임명하였다.
경시 3년(25년), 외효는 정치를 국삼로(國三老) 유량(劉良)에게 맡길 것을 경시제에게 진언하였으나 받아들여지지 않았다. 곧 위위대장군 장앙 등이 경시제를 협박하여 형주로 돌아가려 하였고, 외효 또한 여기에 찬동하였다. 그러나 일이 발각되었고, 경시제는 집금오 등엽(鄧曄)으로 하여금 외효의 집을 포위하게 하였다. 외효는 간신히 장안을 빠져나갔다.
고향으로 돌아간 외효는 스스로 서주상장군(西州上將軍)을 칭하였고, 같은해 9월 경시제가 피살되니 삼보의 많은 사대부들은 외효를 의지하였다. 하서(河西)에 할거하고 있었던 두융에게도 장군의 인수를 내려, 자신의 세력하에 두었다.

### 광무제와의 협력
건무 2년(26년), 후한의 대사도 등우의 부장 풍음(馮愔)이 반란을 일으켜 천수로 왔는데 외효는 이를 고평(高平)에서 물리쳤다. 등우는 보답으로 외효에게 부절을 주어 서주대장군에 임명하였고, 양주·삭방을 위임하였다. 장안을 점령하고 있던 적미군이 서쪽으로 나아가니, 외효는 부장 양광을 보내 이를 물리쳤다.
건무 3년(27년), 외효는 광무제에게 서간을 보냈다. 광무제는 외효를 자로 부르고, 대등한 나라의 군주와 대면하는 예의를 갖추는 등 파격적으로 대우하였다. 같은해에 공손술의 지원을 받은 여유가 삼보를 공격하니, 외효는 정서대장군(征西大將軍) 풍이와 함께 협력하여 이를 물리쳤다. 또 공손술이 자신에게 대사공 겸 부안왕(扶安王)의 인수를 보내니, 외효는 그 사자를 베고 공손술을 끊임없이 공격하였다.

### 독립
그러나 광무제가 공손술 공략에 외효를 부르니, 외효는 소극적으로 임하였다. 그외 본심은 천하 통일이 아니라 광무제와 공손술을 양립시킨 후, 자신이 실익을 차지하는 것이었다. 광무제 또한 이를 알아채고 점차 외효를 냉대하였고, 군신의 예로 격을 낮추었다. 외효는 자신과 친밀한 내흡·마원의 종용으로 아들 외순(隗恂)을 광무제에게 인질로 보냈으나, 심복 왕원의 권유로 점차 자립의 의지를 키워나갔다.
건무 6년(30년), 공손술이 남군으로 진격하였다. 광무제는 외효에게 공손술의 본거지인 촉 공략을 명하였으나, 외효는 이러저러한 핑계를 대며 거절하였다. 결국 광무제는 건위대장군(建威大將軍) 경감 등 7명을 촉 공략에 동원하였고, 외효의 본거지인 농서를 경유하게 하였다. 그러나 외효는 이것마저 거절하였고, 결국 광무제에게 반기를 들었다. 처음에 외효는 경감 등을 물리치는 등 선전하였으나, 부장 왕원·행순(行巡)의 삼보 공격은 실패로 끝났다. 외효는 곧 광무제와 화친하려 하였으나, 이마저도 결렬되었다.

### 공손술에게 복종하다
건무 7년(31년), 외효는 공손술에게 복종하여 삭녕왕(朔寧王)에 봉해졌다. 한편 외효에게 복속되어 있던 두융은 외효가 내린 장군의 인수를 버리고 광무제에게 갔다.
마원·내흡은 외효의 세력을 차례차례 격파해 나갔다. 모략으로 외효의 심복 왕준(王遵)과 고준(高峻)을 빼내고, 건무 8년(32년) 약양(略陽)을 기습하여 빼앗았다. 이후 광무제가 두융·양통(梁統)과 함께 친히 정벌에 나섰고, 왕준은 옛 동료 우한(牛邯)을 투항시켰다. 이를 계기로 외효 수하의 대장 13명과 16개 현, 십수만 의 병력이 모두 투항하였다.
그럼에도 외효는 광무제의 항복 권고를 무시하였고, 광무제가 외순을 죽였음에도 거리낌없이 항전하였다. 그러나 이후에도 패배를 거듭하여 결국 서성(西城)에서 농성하는 처지가 되었다. 포위한 지 석 달 째에 왕원이 공손술의 원군을 이끌고 왔고, 외효는 포위망을 뚫고 기(冀) 땅으로 달아났다. 한편 광무제는 군량이 떨어져 돌아갔고, 외효는 다시 양주의 군국들을 차지하였다.

### 죽음
건무 9년(33년) 여름, 병으로 몸져 누웠고, 건량으로 허기를 달래며 지내다가 홧병으로 죽었다. 왕원 등은 외효의 아들 외순(隗純)을 옹립하고 계속 싸웠으나, 이듬해에 내흡에게 토벌되어 외순은 후한에 항복하고 왕원은 공손술에게 달아났다.